# 馬隆 (紐約州)
馬隆（英語：Malone）是一個位於美國紐約州富蘭克林縣的鎮。

## 人口
根據2020年美國人口普查的數據，馬隆的面積為266.26平方千米，當中陸地面積為262.94平方千米，而水域面積為3.32平方千米。當地共有人口12433人，而人口密度為每平方千米47人。